# Akiko Aruga
Akiko Aruga (japanisch 有賀 秋子 Aruga Akiko; * 16. Januar 1942 in Koumi) ist eine ehemalige japanische Eisschnellläuferin.

## Werdegang
Aruga nahm von 1961 bis 1972 an nationalen Wettbewerben teil und wurde dabei im Jahr 1961 japanische Juniorenmeisterin im Mini-Mehrkampf. Zudem errang sie bei japanischen Meisterschaften einmal den zweiten Platz und siegte in den Jahren 1964 sowie 1968 im Mini-Mehrkampf. International trat sie erstmals bei der Mehrkampf-Weltmeisterschaft 1967 in Deventer in Erscheinung, wo sie den 25. Platz im Mini-Mehrkampf errang. In den folgenden Jahren belegte sie bei der Mehrkampf-Weltmeisterschaft 1969 in Grenoble sowie bei der Mehrkampf-Weltmeisterschaft 1970 in West Allis jeweils den 16. Platz im Mini-Mehrkampf und bei der Sprintweltmeisterschaft 1970 den 19. Rang. Letztmals international startete sie bei den Olympischen Winterspielen 1972 in Sapporo, wo sie den 18. Platz über 3000 m errang.

## Erfolge

### Olympische Spiele
- 1972 Sapporo: 18. Platz 3000 m

### Mehrkampf-Weltmeisterschaften
- 1967 Deventer: 25. Platz Mini-Mehrkampf
- 1969 Grenoble: 16. Platz Mini-Mehrkampf
- 1970 West Allis: 16. Platz Mini-Mehrkampf

### Sprint-Weltmeisterschaften
- 1970 West Allis: 19. Platz Sprint-Mehrkampf

## Persönliche Bestleistungen
| Disziplin | Zeit       | Datum             | Ort       |
| --------- | ---------- | ----------------- | --------- |
| 500 m     | 46,6 s     | 23. Januar 1972   | Matsumoto |
| 1000 m    | 1:33,3 min | 23. Januar 1972   | Matsumoto |
| 1500 m    | 2:24,0 min | 28. November 1970 | Matsumoto |
| 3000 m    | 5:09,1 min | 23. Januar 1972   | Matsumoto |